# Шайтанат (телесериал)
Шайтанат (Царство бесов) – узбекский сериал, снятый по мотивам произведения Тахира Малика «Шайтанат» и ставший очень популярным в своей стране. Действие сериала разворачивается в середине—конце 1980-х годов в СССР.

## Сюжет
Первый узбекский сериал, снятый по мотивам романа «Шайтанат» (Тахир Малик), ставшим бестселлером в Узбекистане. Сериал об узбекской мафии во времена Советского Союза и начала его распада.
В тюрьму попадает известный певец Элчин, который обвиняется в убийстве своей собственной жены. Всё, что он помнит — это то, что в ту трагическую ночь он был сильно пьян и проиграл в карты всё, что у него было. Стремясь отыграться, но не имея ничего, чтобы поставить на кон, он роняет роковую фразу: «Не жену же мне на кон поставить?» Профессиональный картежник по прозвищу Слизняк соглашается — он знает, как красива жена Элчина. Партия проиграна, и Элчин, совершенно не осознавая происходящего, «отключается». На утро он обнаруживает, что рядом с ним — убитая жена! Он догадывается, кто так жестоко убил и надругался над его женой! Это сделали по заказу главаря местной мафии — Асадбека! Всё, что хочет теперь Элчин — мести

## Актёрский состав
| Актёр                  | Роль                                                           |
| ---------------------- | -------------------------------------------------------------- |
| Ёдгар Сагдиев          | Асадбек — главная роль «Бек» (крупный мафиози) / отец Асадбека |
| Бекзод Мухаммадкаримов | Эльчин — главная роль                                          |
| Аман Бурханов          | Захид Шарипов, следователь прокуратуры                         |
| Гулчехра Джамилова     | Манзура, жена Асадбека                                         |
| Навруза Бийназова      | Зайнаб в молодости                                             |
| Рано Шадиева           | Зайнаб, дочь Асадбека                                          |
| Хайрулла Сагдиев       | Джалил, друг Асадбека / отец Джалила                           |
| Бахром Матчонов        | Анвар Сатаров, историк, друг Эльчина                           |
| Пулат Саидкасымов      | Зелихан («Зеля», «Академик»), криминальный авторитет           |
| Эркин Камилов          | Хайдар, правая рука Асадбека                                   |
| Карим Мирхадиев        | Махмуд-голодранец, «смотрящий» Асадбека                        |
| Фуркат Файзиев         | Хасил, мафиози                                                 |
| Абдухалил Мигнаров     | Шамиль, правая рука Хасила                                     |
| Джамшид Закиров        | Шариф Намазов, главный инженер винзавода                       |
| Ахмад Бердимуродов     | Джамшид Саматуллаев, человек Асадбека                          |
| Абдураим Абдувахобов   | Бутка (Расул), человек Асадбека                                |
| Сейдулла Молдаханов    | Хамдам Талипов, капитан милиции                                |
| Ходжиакбар Нурматов    | Махмуд Салиев, майор милиции                                   |
| Михаил Каминский       | Георг Манукян, армянский криминальный авторитет                |
| Дилмурад Иргашев       | Армо, правая рука Георга                                       |
| Джахонгир Сагдиев      | Асадбек в детстве                                              |
| Умид Азимов            | Джалил в детстве                                               |
| Асилбек Шомирзаев      | Самандар                                                       |
| Саййора Юнусова        | мать Асадбека                                                  |
| Гавхар Закирова        | Насиба, жена Шарифа Намазова                                   |
| Лутфулла Сагдуллаев    | Килич Сулейманов, директор винзавода                           |
| Равшан Салихов         | Таджимуллаев, коррупционер                                     |
| Равшан Джураев         | капитан Мирсултанов                                            |
| Махмуд Исмаилов        | прокурор                                                       |
| Махира Нурметова       | Света, жена Георга Манукяна                                    |
| Ходжакбар Камилов      | мулла                                                          |
| Миразбек Азизов        | судья                                                          |
| Саида Раметова         | жена Хайдара                                                   |
| Фархад Абдуллаев       | Муродилла (Хумкалла)                                           |
| Зухра Ашурова          | Фатима, жена Захида                                            |
| Матякуб Матчанов       | Керим, криминальный авторитет                                  |
| Тахир Саидов           | Халимджан, каратист с чёрным поясом                            |
| Якуб Ахмедов           | Халид, ученый-историк                                          |
| Александр Бекжанов     | сотрудник НКВД                                                 |
| Шахида Исмаилова       | жена Джалила                                                   |
| Мелис Абзалов          | депутат                                                        |

## Награды
Призёр Московского кинотелефестиваля «Правопорядок и общество» в 2000 году.